# Коул, Десмонд Торн
Десмонд Торн Коул (англ. Desmond Thorne Cole, 30 октября 1922) — южноафриканский ботаник, лингвист, занимающийся изучением африканских языков и доктор литературы.

## Биография
Десмонд Торн Коул родился в городе Мафикенг 30 октября 1922 года. 
Коул учился в Университете Витватерсранда, Йоханнесбург, где получил степень бакалавра гуманитарных наук в 1948 году. 
Он проявлял интерес к суккулентным растениям ещё в ранней юности и стал участвовать в исследованиях рода Литопс около 1947 года. Десмонд Торн Коул проводил исследования рода Литопс и Стапелиевых, а также других суккулентных растений в Южной Африке, Намибии и Ботсване. 
С 1948 по 1982 год Коул был лектором, а затем профессором и заведующим отделом, а в 1988 году был удостоен почётной учёной степени доктора литературы за заслуги перед университетом. 
В 1971 году он стал членом Международной организации по изучению суккулентных растений. Коул был почётным вице-президентом британского Национального общества кактусов и суккулентных растений (1971—1982), Общества кактусов и суккулентных растений Зимбабве (1974), британского Африканского общества суккулентных растений (1974—1976) и Общества суккулентов Южной Африки (1976).

## Научная деятельность
Десмонд Торн Коул специализируется на семенных растениях. 

## Публикации
К публикациям Десмонда Торна Коула относятся следующие:
- D.T. Cole (1975): The case against natural hybrids of W(hite) and Y(ellow) Lithops. Bulletin of the African Succulent Plant Society 10: 42—45.
- D.T. Cole (1975): The mystery of Lithops marginata Nel. Aloe 13: 113—116.
- D.T. Cole (1975): Variation in Lithops. Excelsa 5: 23—33, 43.
- D.T. Cole (1976): Lithops hookeri (Berg.) Schwant. — R.I.P. Excelsa 6: 55—61.
- D.T. Cole (1977): Lithops turbiniformis (Haw.) N.E. Br. — a review. Excelsa 7: 20—27.
- D.T. Cole (1979): Lithops optica (Marl.) N.E. Br. — gems of the diamond area. Excelsa 8: 2—9, 11.
- D.T. Cole (1979): Mimicry in Lithops. Aloe 17: 103—109.
- D.T. Cole (1979): Preliminary thoughts on some Trichocaulons. Aloe 17: 67—74.
- D.T. Cole (1980): Colour aberrations in Lithops. Excelsa 9: 3—9.
- D.T. Cole (1980): A new species of Lithops N.E. Br. National Cactus and Succulent Journal 35: 74—75.
- D.T. Cole (1982): Lithops elevata L. Bol. — eliminated. Excelsa 10: 27—32, 35.
- D.T. Cole (1984): The enigma of Lithops edithae N.E. Br. Aloe 21: 28—29.
- D.T. Cole (1984): Leprechauns among the Lithops. British Cactus and Succulent Journal 2: 71—74.
- D.T. Cole (1984): Lithops eberlanzii (Dint. & Schwant.) N.E. Br. — a complex problem. Aloe 21: 60—62.
- D.T. Cole (1984): Lithops: facts, fables, fantasies and fabrications. British Cactus and Succulent Journal 2: 95—99.
- D.T. Cole (1984): Trichocaulon — the smooth-stemmed species. Asklepios 31: 73—83.
- D.T. Cole (1985): Lithops localis (N.E. Br.) Schwant. — vindicated. British Cactus and Succulent Journal 3: 43—46.
- D.T. Cole (1985): Some Lithops cultivars. Aloe 22: 58—62.
- D.T. Cole (1985): Trichocaulon felinum: a new species from the Richtersveld. Aloe 22: 6—7.
- D.T. Cole (1986): Lithops helmutii — and Harry Hall. Cactus and Succulent Journal 58: 259—62, 278.
- D.T. Cole (1986): Migrating cranes and Lithops. Excelsa 12: 4—7.
- D.T. Cole (1986): The world’s largest Lithops. Aloe 23:63.
- D.T. Cole (1987): Lithops of SWA/Namibia. Madoqua Memoir 1: 1—46.
- D.T. Cole (1988): Lithops — flowering stones. Acorn Books, Randburg and Russell Friedman Books, Halfway House. x+254 pp.
- D.T. Cole (1989): What is a cultivar in Lithops? Aloe 26: 48—53.
- D.T. Cole (1990): Lithops naureeniae Cole and Lithops optica (Marl.) N.E. Br. Flowering Plants of Africa 51: t.2005.
- D.T. Cole (1990): The Richtersveld. Aloe 27: 40—43.
- D.T. Cole (1995): Setswana — animals and plants. Botswana Society, Gaborone. xii+337 pp.
- D.T. Cole (2000): Lithops deboeri. Cactus & Co Vol IV/Num 3.
- D.T. Cole (2000): Lithops hermetica. Cactus & Co Vol IV/Num 4.
- D.T. Cole (2001): Lithops naureeniae. Cactus & Co Vol V/Num 4.
- D.T. Cole (2002): Lithos Locality Data (C001 — C400).

## Признание заслуг
В 1980 году вид Lithops naureniae был назван в его честь. В 1994 году в его честь был назван вид Lithops coleorum Hammer & Uijs.